# Falcileptoneta tsushimensis
Falcileptoneta tsushimensis är en spindelart som först beskrevs av Takeo Yaginuma 1970.  Falcileptoneta tsushimensis ingår i släktet Falcileptoneta och familjen Leptonetidae. Inga underarter finns listade i Catalogue of Life.